# Rósa-ház
A Rósa-ház a szegedi Stefánia palotasorának egyik jelentős műemlék épülete. Az eklektikus stílusú házat az 1879-es nagy szegedi árvíz után elbontott várépület helyén kezdték építeni 1882-ben, tervezője Petsch Ede volt. Építtetője és első tulajdonosa Rósa Izsó szegedi ügyvéd, aki itt helyezte el vállalkozása reprezentatív irodáit. Később a Lloyd Biztosító és a Gabonakereskedők Szövetsége költözött az épületbe. Az L alakú saroképület hosszanti oldala a Stefániára, rövidebb oldala a Nemzeti Színházra néz. A Nemzeti Színház felé néző oldal földszintjét hagyományosan kávéházak foglalják el. Már az épület működésének első évében megnyílt Sicherman József kávéháza, a rendszerváltás évei óta pedig étterem működik a földszinten.
A 2000-es években az épület legjelentősebb használója az Alsó-Tisza-vidéki Vízügyi Igazgatóság volt.